# Tring
Koordinaten: 51° 48′ N, 0° 40′ W
Tring ist eine kleine Marktgemeinde in den Chiltern Hills im Verwaltungsbezirk Dacorum der Grafschaft Hertfordshire, England. Sie liegt 50 Kilometer nordwestlich von London. Die Gemeinde gehört heute weitgehend zum Pendlergürtel innerhalb der Metropolregion London und ist durch die Akeman Street (eine alte Römerstraße), die Autobahn A41, den Grand-Union-Kanal und die Bahnlinie West Coast Main Line zum Bahnhof Euston mit London verbunden. In nördlicher Richtung kann der Bahnhof Northampton direkt erreicht werden bzw. es muss in Milton Keynes umgestiegen werden. Tring hat rund 13.000 Einwohner.

## Geografie

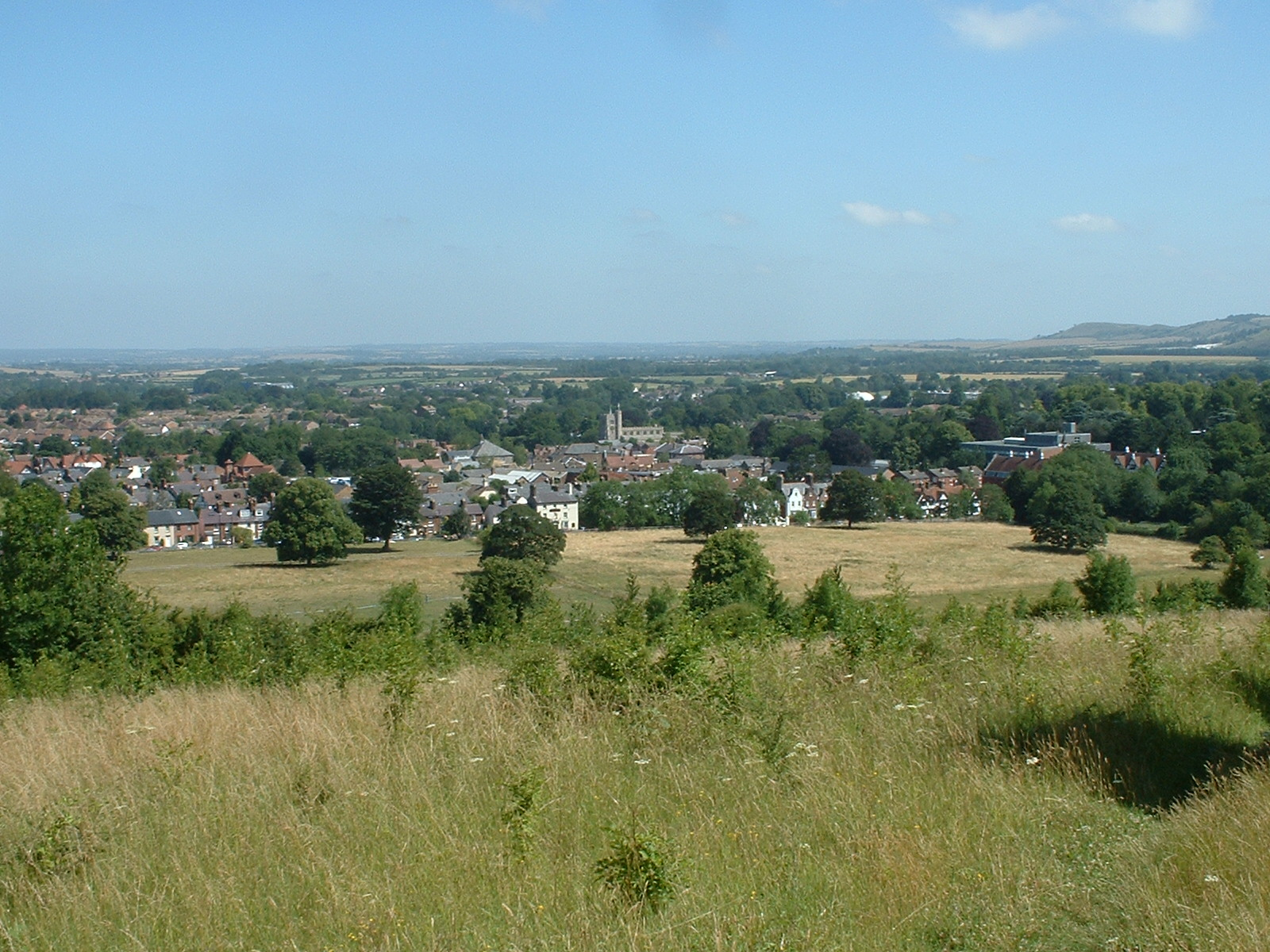
Tring aus nördlicher Richtung gesehen

Tring liegt an einer niedrigen Stelle der Chiltern Hills, wo sich die Scheitelhaltung des Grand-Union-Kanals befindet. Sowohl für den Kanal als auch für die Bahnstrecke London-Euston – Watford – Bletchley – Northampton (West Coast Main Line) wurden große Einschnitte angelegt. Die West Coast Main Line verläuft bei Tring in einem vier Kilometer langen und durchschnittlich zwölf Meter tiefen Einschnitt. Die Bauarbeiten wurden während der 1830er Jahre auf Lithografien des Künstlers John Cooke Bourne verewigt. Die vier Tring-Reservoire – Wilstone, Tringford, Startops End und Marsworth – wurden für die Wasserversorgung des Kanals errichtet. 
1955 wurde die Region zum nationalen Naturreservat erklärt und seit 1987 zählt sie zu den Orten von bedeutendem wissenschaftlichen Interesse (Site of Special Scientific Interest). 
In der Nähe der Chiltern Hills, einer Area of Outstanding Natural Beauty, liegt der Ashridge Park, der von der Organisation The National Trust verwaltet wird. Hier befindet sich die Ashridge Business School. Der Bahnhof Tring ist ungefähr drei Kilometer vom Ort entfernt. Die Ortsumgehungsstraße war von 1973 bis 1987 die Autobahn A41(M).

## Geschichte

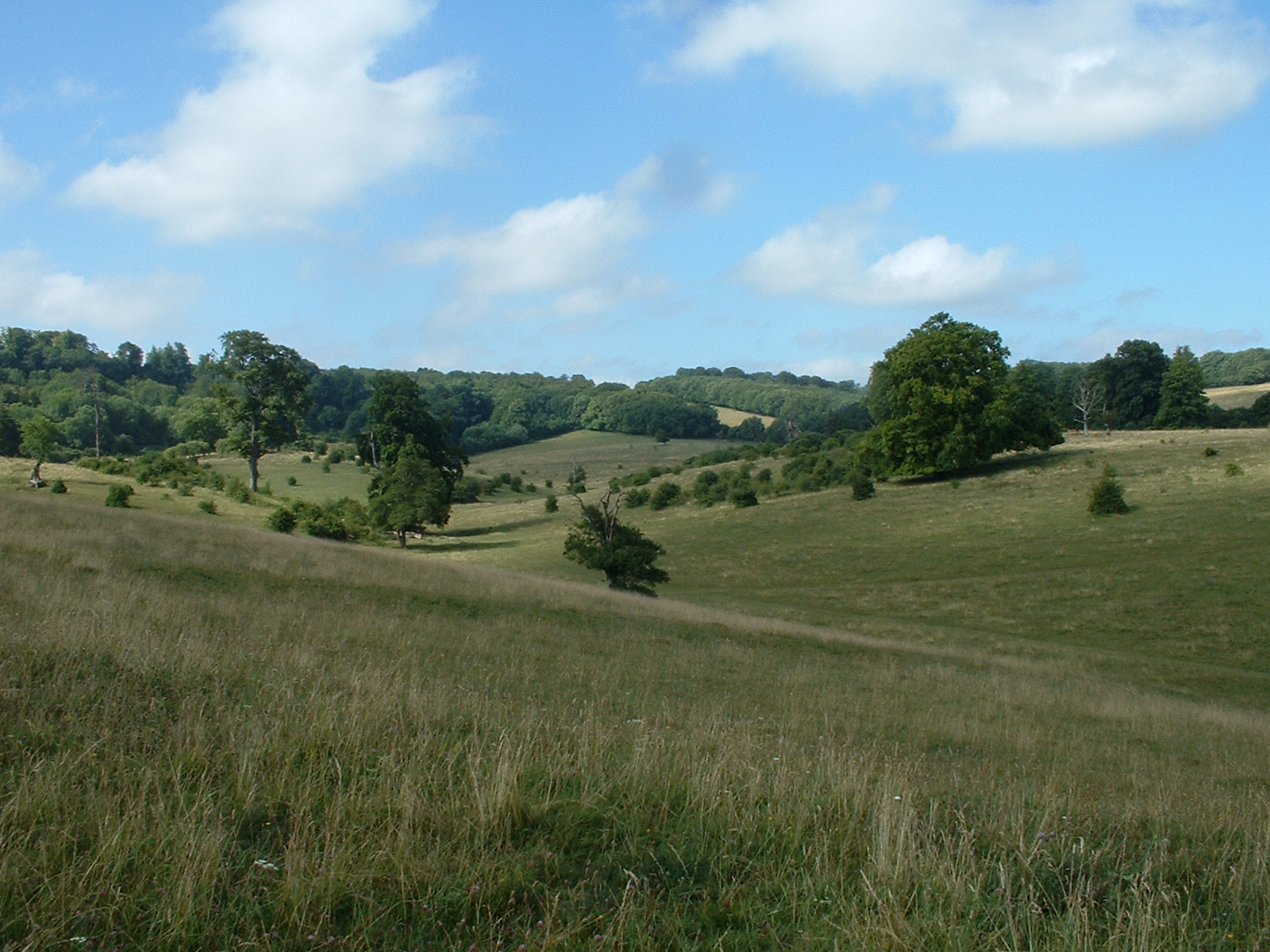
Südseite des Tring-Parks

Der Herrschaftssitz von Tring ist bereits im Domesday Book von 1086 erwähnt. 1682 entwarf Christopher Wren das Herrenhaus, das für den ersten Eigentümer Colonel Guy errichtet wurde. Ein späterer Pächter war Lawrence Washington, der Urgroßvater von George Washington, dem ersten Präsidenten der Vereinigten Staaten. Im späten 19. Jahrhundert wurde das Anwesen Sitz der Rothschild-Familie, die einen beträchtlichen Einfluss auf die Gemeinde Tring ausübte. 
Nathan Rothschilds Sohn Walter Rothschild, 2. Baron Rothschild errichtete ein Privatmuseum im Tring Park, das als Walter Rothschild Zoological Museum seit 1937 Teil des Natural History Museums ist. Im April 2007 wurde der Name des Museums in Natural History Museum at Tring geändert, um den Besuchern die Verbindung mit dem Londoner Museum für Naturgeschichte bewusster zu machen. Das Museum besitzt eine der größten Vogelsammlungen der Welt (1.150.000 Museumsstücke, davon 300.000 Bälge, 2000 Dermoplastiken und 200.000 Eier, dazu Skelette, Nester und Feuchtpräparate) und ist auch aufgrund der zahlreichen Typusexemplare von großer wissenschaftlicher Bedeutung. 
Auf Rothschilds Initiative wurde 1902 der Siebenschläfer (Glis glis) im Tring Park und den Chiltern Hills ausgesetzt. Rothschild war bekannt dafür, dass er mit einer offenen Kutsche durch Tring fuhr, die von einem Zebragespann gezogen wurde. Seitdem ist ein Zebrakopf das Symbol der Stadt.

## Sport
Das Tring-Sportzentrum befindet sich auf dem Anwesen der Tring-Schule. Die beiden Fußballvereine Tring Athletic und Tring Corinthians spielen beide in der Spartan South Midlands Football League. Der Tring Rugby Union Football Club spielt in der zweiten Londoner Rugby-Liga.

## Lokale Wirtschaft
An Einzelhandelsunternehmen sind die Handelsketten Tesco, The Co-operative Group und Marks & Spencer im Ort vertreten. Seit 1992 produziert die Tring-Brauerei Ale. Heygates Mill, ursprünglich eine Windmühle, ist eine Getreidemühle. Der erste Mühleneigentümer war William Mead. 1910 wurde die Windmühle abgerissen, um Platz für einen Silo zu machen. William Mead lebte in einem stattlichen Haus in der Umgebung der Mühle. Ihm gehörte die Hälfte des Gebietes, das heute von der Mühle eingenommen wird. Die andere Hälfte war im Besitz der Bootsbaufirma Bushell Brothers, die dort Narrowboats baute. 1945 übernahm die Heygate-Familie William Meads Firma. Heute werden in der Mühle jährlich 100.000 Tonnen Getreide gemahlen mit einem Ertrag von 76.000 Tonnen Mehl. Wie in den vergangenen Tagen der Tring-Windmühle, sind nur zwei Männer notwendig, um das Mühlensystem zu bedienen. Wurde früher noch eine halbe Tonne Mehl pro Stunde produziert, beträgt der heutige Ausstoß aufgrund der Vollautomatisierung mehr als zwölf Tonnen pro Stunde.
Heygates Mill hat 80 Angestellte. Sechzehn Lastkraftwagen beliefern Firmen und private Abnehmer überall im südlichen England.

## Bildung
Die Tring School (für 11- bis 18-Jährige) ist am Mortimer Hill. Die Arts Education School ist eine unabhängige Schule im Tring Park.

## Persönlichkeiten
Söhne und Töchter
- James Edgar Dandy (1903–1976), englischer Botaniker
- Keith William Clingan (1922/23–2015), englischer Sachbuchautor
- Gerald Massey (1828–1907), britischer Dichter, Ägyptologe und Literaturkritiker
- Graham Poll (* 1963), ehemaliger britischer FIFA-Fußballschiedsrichter